# خوسيه خيرفاسيو أرتيغاس
خوسيه جيرفاسيو أرتيجاس (بالإسبانية: José Gervasio Artigas) هو بطل وطني للأوروغواي وقد أطلق عليه لقب «والد الأوروغواي» ولد في يوم 19 يونيو 1764 في مدينة مونتيفيديو وتوفي في 23 سبتمبر 1850. طالب هذا القائد بإستقلال الأوروغواي من احتلال إمبراطورية البرازيل وتعاون مع إتحاد محافظات ريو دي لا بلاتا لتحرير الأوروغواي، وقد تمكن من ذلك في حرب السيزبلاتين. توجد صورته مطبوعة على الورقة النقدية من فئة 5 بيزو أوروغواي.

## روابط خارجية
- خوسيه خيرفاسيو أرتيغاس على موقع الموسوعة البريطانية (الإنجليزية)